# Ipotesi di Warburg

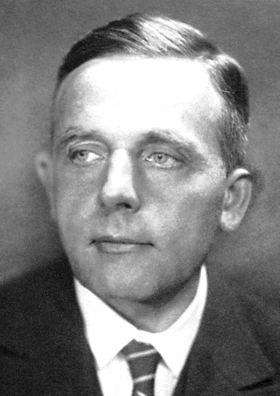
Lo scienziato Otto Warburg, le cui attività di ricerca hanno portato alla formulazione dell'ipotesi di Warburg per spiegare la causa alla radice del cancro.

L'ipotesi di Warburg, talvolta nota come teoria del cancro di Warburg, postula che la tumorigenesi sia causata da un'insufficienza respiratoria cellulare, dovuta a un attacco ai mitocondri. Il termine effetto Warburg descrive l'osservazione che le cellule cancerose e molte cellule cresciute in vitro mostrano la fermentazione del glucosio anche quando è presente una quantità sufficiente di ossigeno per una respirazione adeguata. In altre parole, invece di respirare completamente in presenza di ossigeno adeguato, le cellule tumorali fermentano. Secondo l'ipotesi di Warburg, l'effetto di Warburg sarebbe la causa principale del cancro. Attualmente, si ritiene che le cellule cancerose fermentino il glucosio mantenendo lo stesso livello di respirazione riscontrato prima del processo di carcinogenesi; pertanto, l'effetto Warburg è definito come l'osservazione che le cellule cancerose mostrano glicolisi con secrezione di lattato e respirazione mitocondriale in presenza di ossigeno.

## Ipotesi
L'ipotesi di Warburg fu formulata dal premio Nobel Otto Heinrich Warburg nel 1924. Warburg ipotizzò che il cancro, la crescita maligna e la crescita del tumore siano causati dal fatto che le cellule tumorali generano principalmente energia (ad esempio, sotto forma di Adenosina trifosfato / ATP) mediante la scissione non ossidativa del glucosio (un processo noto come glicolisi). Questo è in contrasto con le cellule "sane", che generano energia principalmente tramite la disgregazione ossidativa del piruvato. Il piruvato è un prodotto finale della glicolisi ed è ossidato all'interno dei mitocondri. Warburg riteneva, quindi, che il meccaniscmo che guida le cellule tumorali dovesse essere ricondotto a un abbassamento della respirazione mitocondriale. Warburg ha osservato una differenza fondamentale tra le cellule normali e quelle cancerose, ovvero il rapporto tra la glicolisi e la respirazione, noto come effetto Warburg.
Il cancro è causato da mutazioni e alterata espressione genica, in un processo chiamato trasformazione maligna, che determina una crescita incontrollata di cellule. La differenza metabolica osservata da Warburg permette alle cellule tumorali di adattarsi alle condizioni di ipossia (carenza di ossigeno) all'interno dei tumori solidi e deriva in gran parte dalle stesse mutazioni degli oncogeni e dei geni oncosoppressori che causano le altre caratteristiche anomale delle cellule cancerose. Pertanto, il cambiamento metabolico osservato da Warburg non è la causa del cancro, come ha sostenuto, ma piuttosto, è uno degli effetti caratteristici delle mutazioni che causano il cancro.
Warburg articolò la sua ipotesi in un articolo intitolato The Prime Cause and Prevention of Cancer, che presentò in conferenza durante l'incontro dei Nobel-Laureates il 30 giugno 1966 a Lindau, sul Lago di Costanza, in Germania. In tale occasione, Warburg presentò ulteriori prove a sostegno della sua teoria secondo cui l'elevata anaerobiosi osservata nelle cellule tumorali era una conseguenza della respirazione danneggiata o insufficiente. In parole sue, "la causa principale del cancro è la sostituzione della respirazione dell'ossigeno nelle cellule normali con una fermentazione di zucchero".
Il corpo uccide spesso le cellule danneggiate attraverso l'apoptosi, un meccanismo di autodistruzione che coinvolge anche i mitocondri. Tuttavia, nelle cellule tumorali questo meccanismo fallisce, in quanto i mitocondri vengono chiusi. La riattivazione dei mitocondri nelle cellule tumorali fa ripartire il loro programma di apoptosi.

## Continua ricerca e interesse
Un gran numero di ricercatori ha dedicato e sta dedicando i propri sforzi allo studio dell'effetto Warburg, che è strettamente legato all'ipotesi di Warburg. In oncologia, l'effetto di Warburg è l'osservazione che la maggior parte delle cellule cancerogene produce energia principalmente tramite glicolisi, seguita dalla fermentazione dell'acido lattico nel citosol, piuttosto che tramite una percentuale relativamente bassa di glicolisi seguita dall'ossidazione del piruvato nei mitocondri, come avviene nella maggior parte delle cellule normali.
In particolare, dal 2000 al 2015 sono state pubblicate circa 18 000 ricerche sull'ATP e sull'effetto Warburg. La maggior parte delle funzioni dell'effetto Warburg è stata oggetto di studio. Migliaia di pubblicazioni affermano di averne determinato le funzioni o le cause.